# Groslée-Saint-Benoît
Groslée-Saint-Benoît – gmina we Francji, w regionie Owernia-Rodan-Alpy, w departamencie Ain. Została utworzona 1 stycznia 2016 roku z połączenia dwóch wcześniejszych gmin: Saint-Benoît oraz Groslée. Siedzibą gminy została miejscowość Saint-Benoît. W 2013 roku populacja wyżej wymienionych gmin wynosiła 1180 mieszkańców.